# Petar Bunjak
Petar Ž. Bunjak (serb. Петар Ж. Буњак, ur. 1960 w Serbii) – serbski slawista. Ma tytuł profesora zwyczajnego.

## Życiorys
Od 1983 wykłada na Uniwersytecie Belgradzkim, na Wydziale Filologicznym, w Katedrze Slawistyki. Jest slawistą, wykładowcą literatury polskiej. Jest członkiem zagranicznym Polskiej Akademii Umiejętności.
Jego zainteresowania naukowe obejmują historię literatury, polsko-serbskie stosunki literackie, historię i poetykę serbskiego przekładu literackiego, badania porównawcze wierszy w językach słowiańskich oraz historię slawistyki. Interesuje go również literatura porównawcza, sztuka i poezja.

## Najważniejsze publikacje
- Poljsko-srpske književne veze (do II svetskog rata) – Belgrad 1999 [tłum. Polsko-serbskie związki literackie (do II wojny światowej)]
- Polonica et polono-serbica – Belgrad 2001

Prace współautorskie z Miroslavem Topiciem
- Poljski motivi i ritmovi u transkripciji Desanke Maksimović – Belgrad, 2001 [tłum. Polskie motywy i rymy w transkrypcji Desanke Maksimowić]
- Folklor i prevod – Belgrad, 2007 [tłum. Folklor i przekład]
- Od ritma ka smislu – Belgrad, 2013 [tłum. Od rytmu do sensu]
- Ukrštanja i paralele – Belgrad, 2015 [tłum. Przejścia i paralele]

Artykuły w internecie
- Petar Bunjak, Profesor Władysław Lubaś: garstka wspomnień i dzieje starej fotografii, w: Postscriptum Polonistyczne, nr 1 (13), 2014, s. 295–297.
- Petar Bunjak, Próba apologii badań nad recepcją literacką, w: Postscriptum Polonistyczne, nr 2(18), 2016, s. 85–95.
- Petar Bunjak, Miroslav Topić, Epika i etika: poljski prevodi Višnjićevih ustaničkih pesama [tłum. Epika i etyka: polskie tłumaczenia powstańczych wierszy Višnjićevih], w: Prilozi za knjizevnost, jezik, istoriju i folklor [tłum. Wkład w literaturę, język, historię i folklor], nr 70, 2004, s. 69–102.
- Petar Bunjak, Mickjevičeva romansa 'Marilin grob' i njen zaboravljeni srpski prevod [tłum. Romans Mickiewicza „Grób Marilyn” i jego zapomniane serbskie tłumaczenie], w: Prilozi za knjizevnost, jezik, istoriju i folklor [tłum. Wkład w literaturę, język, historię i folklor], nr 73, 2007, s. 125–140.
- Petar Bunjak, Branislava Stojanović, Bolesława Leśmiana serbskie niedowcielenie, w: Leśmian w Europie i na świecie, red. nauk. Ż. Nalewajk, M. Supeł, Warszawa 2019, s. 127–144.
- Petar Bunjak, Publikacje literatury polskiej w serbskim ruchu księgarsko-wydawniczym w latach 70.–90 XIX wieku, w: Zeszyty naukowe Uniwersytetu Jagiellońskiego, red. Z. Zblewski, Kraków 2020, z. 2, s. 251–261.

Inne wybrane prace tego autora
- P. Bunjak, Nikola Manojlović-Rajko kao prevodilac poljske književnosti (povodom stogodišnjice smrti), „Filološki pregled” (Beograd), R. 24, 1997, z. 1–2, s. 139–162.
- P. Bunjak, Đorđe Popović-Daničar kao prevodilac poljske književnosti, „Filološki pregled” (Beograd), R. 32, 2005, z. 1, s. 55–77.
- P. Bunjak, Beleške o recepciji Juzefa Ignacija Kraševskog u srpskoj kulturi, „Filološki pregled” (Beograd), R. 42, 2015, z. 2, s. 105–127.